# Haemalea ustaria
Haemalea ustaria är en fjärilsart som beskrevs av Achille Guenée 1858. Haemalea ustaria ingår i släktet Haemalea och familjen mätare. Inga underarter finns listade i Catalogue of Life.